# Toager, Timiș
Toager (sârbă Тоагер, maghiară Tógyér) este un sat în comuna Giera din județul Timiș, Banat, România.

## Legături externe

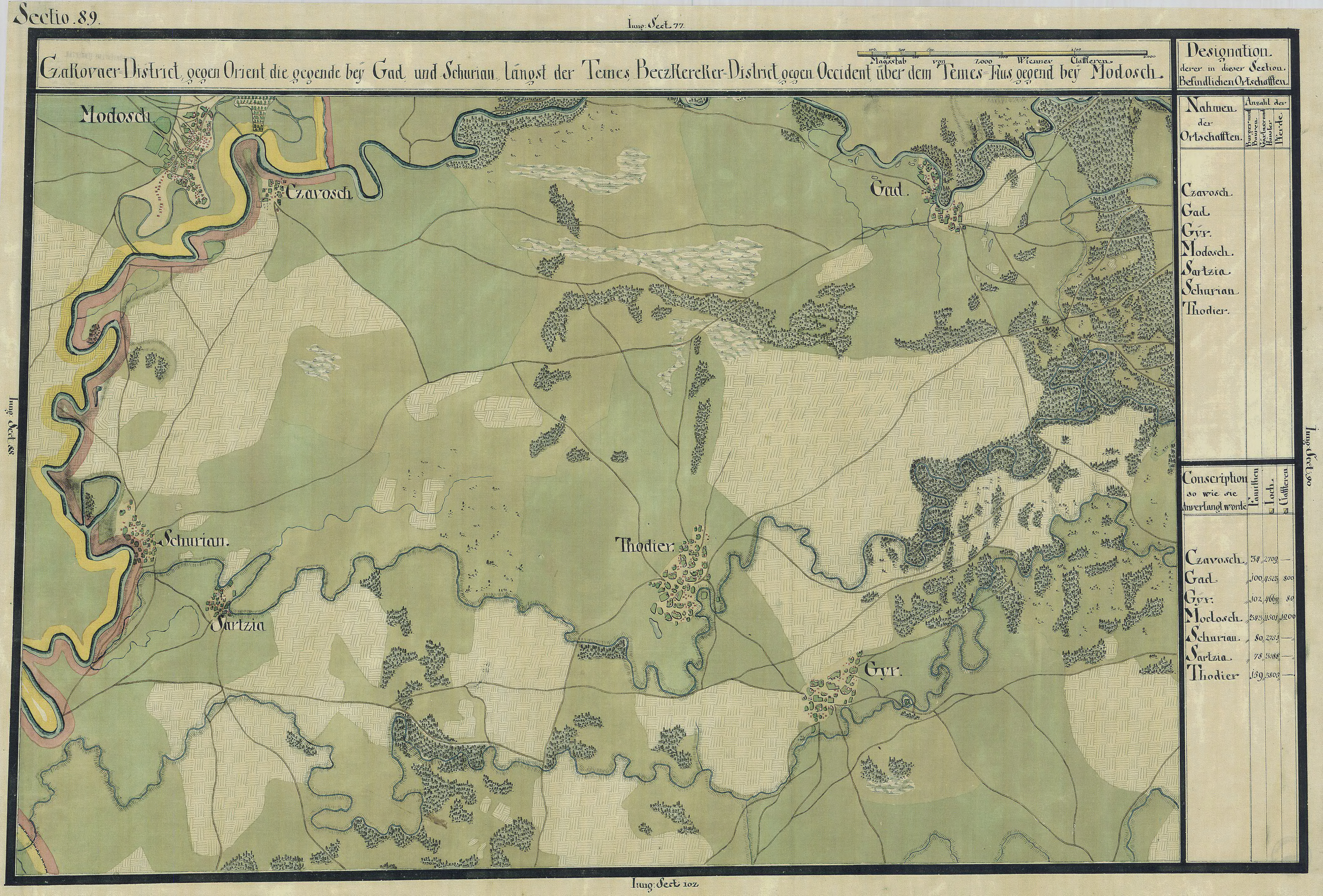
Toager în Harta Iosefină a Banatului, 1769-72